# Стефан Стайков
Стефан Георгієв Стайков (болг. Стефан Георгиев Стайков, нар. 3 жовтня 1949) — болгарський футболіст, що грав на позиції воротаря.
Виступав, зокрема, за клуб «Левскі», а також національну збірну Болгарії, у складі якої був учасником чемпіонату світу 1974 року.

## Клубна кар'єра
Вихованець дитячої школи «Спартака» (Софія), але дебютував на дорослому рівні у команді «Чавдар» (Етрополе).
У 1968 році Стайков перейшов до «Спартака» (Варна), який на той час брав участь у північній групі Б. З «соколами» він виграв другий дивізіон в 1971 році і вийшов в групу А. У сезоні 1971/72 він був основним воротарем команди і допоміг їй врятуватись від вильоту. Всього за «Спартак» Стайков провів 44 матчі в групі Б та 30 матчів в групі А.
У 1972 році Стайков став гравцем «Левскі», де замінив у воротах ветерана і легенду команди Бісера Михайлова. Стайков пробув у клубі наступні 9 років і в більшості з них був основним воротарем «синіх». Всього зіграв 235 офіційних матчів — 183 в групі А, 32 у національному кубку і 20 в європейських турнірах. Він став 3-разовим чемпіоном Болгарії у сезонах 1973/74, 1976/77 та 1978/79, та 3 рази вигравав національний кубок у сезонах 1975/76, 1976/77 та 1978/79. 1974 року отримав звання «Майстер спорту».
З «Левскі» Стайков вийшов у чвертьфінал Кубка УЄФА 1975/76, а також у чвертьфінал турніру Кубка володарів кубків 1976/77. Восени 1975 року він зробив серйозний внесок у прохід «Аякса» в Кубку УЄФА, в серії пенальті. Він також грав у легендарних виграних матчах з «Барселоною» (5:4) навесні 1976 року та з «Атлетіко Мадрид» (2:1) навесні 1977 року.
Стайков покинув з «Левскі» у 1981 році і перейшов до друголігового «Осамп» (Ловеч). Після одного сезону він став гравцем іншої команди з групи Б — «Локомотива» (Пловдив). З «чорно-білими» він виграв підвищення в групу А і виграв Кубок Радянської Армії в сезоні 1982/83. Наступного сезону він був основним воротарем «Локомотива» в еліті, а також зіграв два матчі в Кубку УЄФА проти грецького ПАОКа.
Завершив ігрову кар'єру у кіпрській команді «Омонія» (Арадіппу), за яку виступав протягом сезону 1984/85 років.

## Виступи за збірну
28 січня 1973 року дебютував в офіційних матчах у складі національної збірної Болгарії в товариській грі проти Кіпру (3:0).
У складі збірної був учасником чемпіонату світу 1974 року у ФРН, де зіграв в останній грі групового етапу з Нідерландами (1:4). Стайков пропустив 4 голи, а болгари програли цю гру і посіли останнє місце у групі.
Остання його гра за збірну відбулась 28 березня 1979 року в контрольному матчі проти СРСР (1:3). Загалом протягом кар'єри у національній команді, яка тривала 7 років, провів у її формі 19 матчів і пропустив 25 голів.

## Досягнення
- Чемпіон Болгарії (3):

«Левскі»: 1973/74, 1976/77, 1978/79
- Володар Кубка Болгарії (3):

«Левскі»: 1975/76, 1976/77, 1978/79
- Володар Кубка Радянської Армії (1):

«Локомотив» (Пловдив): 1982/83